# Anna E. Nachman
Anna Ekelund Nachman (tidigare Anna Ekelund), född 24 september 1973 på Kirseberg i Malmö, är en polsk-svensk journalist och debattör. Hon blev 2005 journalist och verkade länge som kolumnist på Aftonbladet. Sedan 2016 är hon begravningsansvarig vid Judiska församlingen i Stockholm. 

## Biografi
Nachman föddes i Sverige av föräldrar invandrade från Polen (polskjudisk mor och polsk far), och hon blev svensktalande först vid sex års ålder. Hon utbildade sig till arbetsterapeut, sadlade om och studerade på Beckmans designhögskola. Därefter inledde hon en skrivande verksamhet, och 2005 inleddes hennes verksamhet som kolumnist på Aftonbladet. På senare år har hon flyttat över sitt krönikeskrivande till Dagens Samhälle. Dessutom har hon verkat som TV-producent, bland annat för realityserien Tunnelbanan.  
Hon har tidigare skrivit för arkitekturtidskriften Forum AID och i nättidningen Sourze. I samband med examen från Beckmans designhögskola gav hon 2005 ut Form av ord, en bok om konst och design. Hon medverkade även i 2008 års F-ordet – mot en ny feminism (redaktör Petra Östergren, Alfabeta bokförlag), en antologi där hon skrev om abort. 
Nachman är en liberal debattör och har bland annat deltagit i debatter omkring feministiska aktioner, #Metoo-rörelsen, svensk regeringspolitik och hatets USA. Vid ett flertal tillfällen har hon debatterat pornografi utifrån ett liberalt ställningstagande. 2017 debatterade hon mot Zozan Inci (då ordförande för Roks), där den senares tankar om pornografi som del av patriarkatets förtryck av kvinnor stod mot Nachmans hypotes att dagens medborgare kanske ibland behöver den ojämlika porren just för att orka vara jämställda.
Anna E. Nachman har sedan 2016 även varit begravningsansvarig vid Judiska församlingen i Stockholm.

## Familj
Anna Ekelund Nachman är gift med rabbi Isak Nachman. Paret har tre barn ihop, plus Ekelund Nachmans två från tidigare äktenskap.